# Symplectoscyphus hesperides
Symplectoscyphus hesperides is een hydroïdpoliepensoort uit de familie van de Sertulariidae. De wetenschappelijke naam van de soort is voor het eerst geldig gepubliceerd in 2012 door Peña Cantero.